# پارسینه
پارسینه (به انگلیسی: Parsine) عنوان یک وب‌سایت خبری به زبان فارسی است که از سال ۱۳۸۶ در پوشش اخبار سیاسی، اجتماعی، فرهنگی، اقتصادی، و بین‌المللی فعالیت می‌کند. مؤسس «بهمن هدایتی» بلاگر ایرانی و خبرنگار سابق خبرگزاری مهر و مدیرمسئول آن فریماه شیخ الاسلامی کندلوس خبرنگار و مدیر مسئول سابق روزنامه راه مردم این وبگاه است.
پارسینه از آغاز فعالیت خود تا کنون، دو بار مشمول حکم فیلترینگ شده است. پارسینه در دی ماه ۱۳۹۰ از نسخهٔ جدید خود رونمایی کرد. این سایت به‌طور تصریحی از چهره‌ها یا جریان‌های سیاسی حمایتی اعلام نداشته است. جمعی از خبرنگاران و بلاگرهای آزادنویس در برهه‌های زمانی متفاوت با این پایگاه همکاری کرده‌اند. از جمله روزنامه نگارانی که با پارسینه در سالهای اخیر همکاری داشته‌اند می‌توان به محمد دلاوری، علی علیزاده، مجید بهره‌مندو مجتبی حسینی اشاره کرد.
سایت پارسینه به‌طور خاص به دلیل انتشار گزارش‌های تاریخی در میان کاربران فارسی‌زبان شناخته می‌شود. پرونده‌های تاریخی در پارسینه با عنوان «بازخوانی تاریخ» منتشر می‌شوند.

## رتبه در میان پایگاه‌های خبری
در تاریخ ۵ اردیبهشت ۱۴۰۲ وزارت فرهنگ و ارشاد اسلامی رتبه‌بندی بهترین پایگاه‌های خبری را منتشر کرد که به ترتیب شفقنا رتبه اول، پارسینه رتبه دوم را کسب کردند. پارسینه در سال ۱۴۰۱ نیز رتبه هشتم را کسب بود.
| سال  | رتبه |
| ---- | ---- |
| ۱۴۰۲ | ۲    |
| ۱۴۰۱ | ۸    |
| 1400 | ۴    |

## هلدینگ رسانه‌ای
حمیدرضا اسکندری روزنامه‌نگار، اقتصاددان و مالک مجموعه هُلدینگ رسانه ای پارسینه است که در سطح وب و فضای مجازی نزدیک به ۱۰ میلیون کاربر ایرانی را از سراسر جهان در پوشش خبری خود جای داده است. از رسانه‌های مشهور وی می‌توان به کانال خبرفوری، پارسینه، صبا ایران، صبح تهران، اطلس خبر، اقتصاد ایران آنلاین، پارسی خبر و … نام برد.
بعد از فیلترینگ تلگرام، اسکندری برای پوشش کاربران در فضای مجازی، سطح وب و دنیای رسانه از ۹ اپلیکیشن و پلت فرم برای جایگزینی شبکه اجتماعی تلگرام رونمایی کرد که به نام‌های «خبر پارسی»، «۱۰۰۱زنگ موبایل»، «اخبار شورای پنجم»، «دکتر دیابت»، «کیبورد زیبانویس»، «۱۰۰۱ پس‌زمینه»، «۱۰۰۱ بیو»، «۱۰۰۱ پروفایل»، «چتر»، «۱۰۰۱ کپشن»، «۱۰۰۱ دیالوگ» و «۱۰۰۱ تبریک» منتشر شدند. وی از برجسته‌ترین افراد رسانه ای ایران به‌شمار می‌رود.

## معرفی خودنوشت
در یادداشتی که سردبیر این سایت در روز رونمایی از نسخهٔ جدید منتشر کرد آمده است: «سعی تحریریهٔ پارسینه بر آن بوده است که در عرصهٔ خبر، به گزارش عینی وقایع و پرهیز از دخالت دادن ذهنیات پایبند باشد و در زمینهٔ تحلیل نیز چندجانبه‌گرایی و دقت را رعایت کند. در مقابل، پارسینه از مخاطبان خود و نیز ناظران دولتی انتظار دارد که نقل اخبار را (که عمدتاً از خبرگزاری‌ها و سایت‌های خبری-تحلیلی دیگر انجام می‌پذیرد) به معنی تأیید یا ردّ محتوا و سوژهٔ خبر، اعم از اشخاص یا رویدادهای سیاسی، قلمداد نکنند.»
پارسینه مدعی است که به دلیل عدم وابستگی به جریان خاص سیاسی، از سوی رسانه‌ها و چهره‌های مختلف مورد انتقاد واقع می‌شود. روزنامهٔ کیهان در فروردین‌ماه ۱۳۸۹، سایت پارسینه را «اصلاح‌طلب» و «حامی میرحسین موسوی» لقب داد. روزنامهٔ اعتماد نیز در آبان‌ماه ۱۳۸۸ این سایت را به فرزند محمود احمدی‌نژاد منتسب کرد. «حمید رسایی» نمایندهٔ اصولگرای مجلس شورای اسلامی ایران، پارسینه را یک نوبت «مدافع علی لاریجانی» و در نوبتی دیگر، «حامی فتنه» خطاب کرده است.
همچنین پارسینه به عنوان یک سایت خبری و تحلیلی در انتقال اخبار خاص اجتماعی و سیاسی همواره در سطح نام آورترین سایتهای خبری فارسی‌زبان بوده است. به‌طور مثال در سال ۱۳۸۹ وب سایت پارسینه در پی افشای تصویر ستاره داوود بر فراز یکی از ساختمانهای فرودگاه مهرآباد تهران مشهور شد و توانست با این خبر صدها هزار کاربر را به سمت خود جلب و در زمره برترین سایتهای خبری ایرانی درآید.